# Robert Salmon
Robert Salmon (Whitehaven, 1775 — Cumberland, c. 1845) foi um artista marítimo, ativo na Inglaterra e na América. Salmon completou quase mil pinturas, todas exceto uma das cenas marítimas ou marinhas. Ele é amplamente considerado o pai do luminismo americano.

## Início da vida na Inglaterra
Salmon nasceu em Whitehaven, Cumberland, Inglaterra em outubro ou novembro de 1775 como Robert Salomon; ele foi batizado em 5 de novembro de 1775 em Whitehaven. Seu pai, Francis Salomon, era um joalheiro. O jovem Salmon estudou claramente o trabalho de pintores marinhos holandeses do século XVII, os pintores italianos de vedute e o trabalho de Claude Lorrain, mas pouco se sabe sobre sua formação inicial. Suas primeiras obras conhecidas, Two Merchant Merchantmen Leaving Whitehaven Harbour e The 'Estridge' Off Dover são datadas de 1800; o primeiro trabalho que ele exibiu na Royal Academy foi em 1802.
Salmon se estabeleceu no movimentado porto de Liverpool em 1806 e mudou seu nome de Salomon para Salmon. Muitas de suas pinturas marinhas deste período inicial sobrevivem e estão abrigadas no National Maritime Museum, em Londres. Os retratos de seu navio indicam que ele tinha familiaridade com os veleiros e um conhecimento profundo de como eles funcionavam. Esses retratos tendem a seguir sua prática tradicional de mostrar a mesma embarcação em pelo menos duas posições na mesma tela. Em abril de 1811 mudou-se da área de Liverpool para Greenock, Escócia e depois de volta para Liverpool em outubro de 1822. Em 1826 ele retornou a Greenock, depois partiu para Londres em 1827, e pouco depois ele foi para Southampton, North Shields e Liverpool.
Junto com muitos outros jovens artistas, Salmon acreditava que seu futuro artístico estava nos Estados Unidos. Antes da sua partida em 1828, o artista executou o seu único retrato existente, Portrait of the Corsair, John Paul Jones, um trabalho que faz parte do ethos romântico do seu tempo. Ele assumiu que sua "semelhança" de Paul Jones formaria um vínculo com os espectadores em sua futura casa. Ele não podia saber, nunca tendo estado na América, que a memória do maior herói naval da América havia efetivamente desaparecido na mente do público antes que a pintura fosse concluída.

## Emigração para a América e a vida em Boston

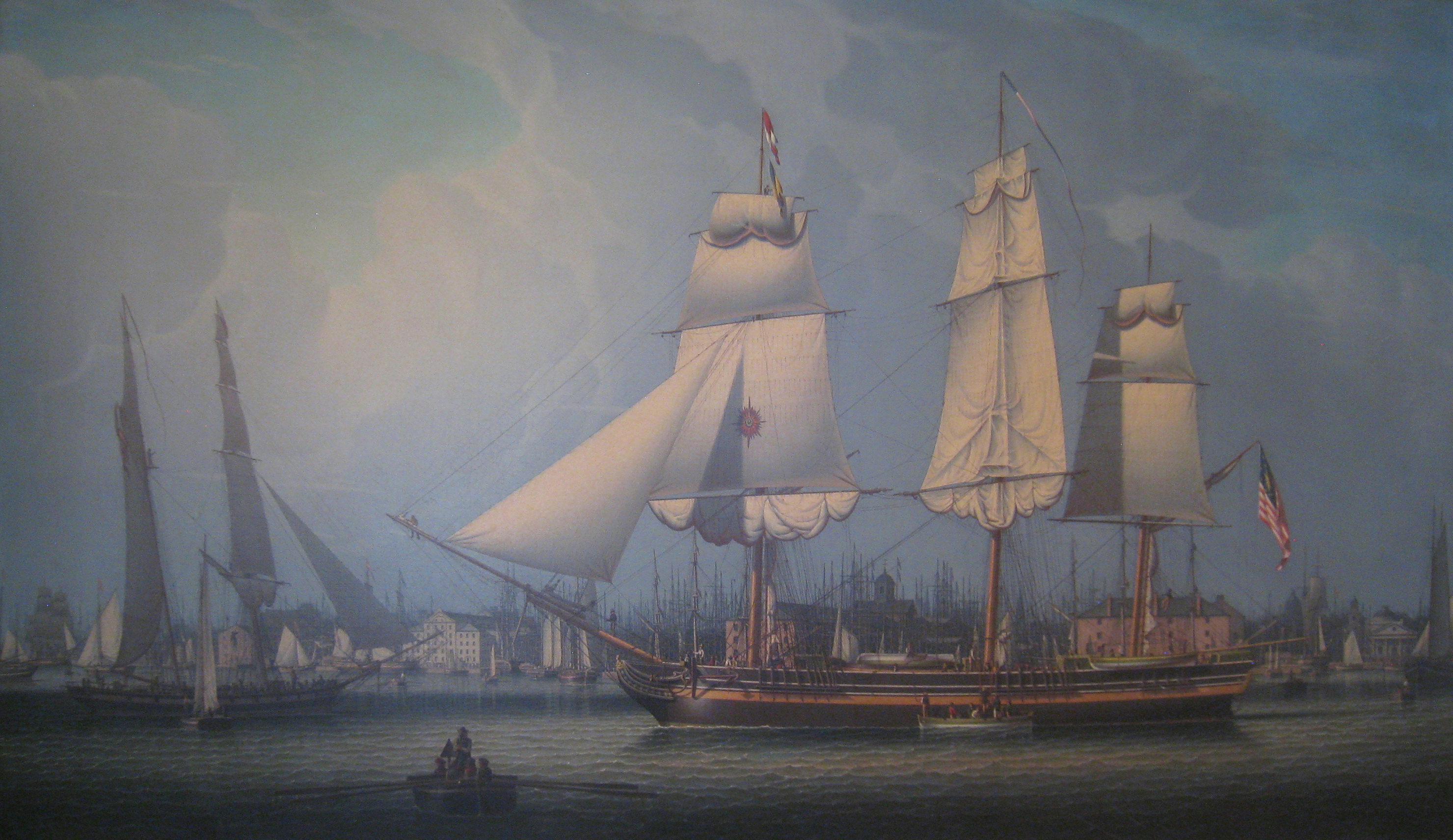
Cais de Boston, 1829

Em 1828, Salmon deixou a Europa para os Estados Unidos no navio de pacote "New York", chegando no Ano Novo, 1829 e permanecendo até 1840. Vivendo em uma pequena cabana no Marine Railway Wharf com vista para o porto de Boston, Salmon prosperou como um fuzileiro naval pintor, aceitando comissões para pintar retratos de navios. Durante o crescimento do porto de Boston na primeira metade do século, Salmon pintou entre 300-400 pinturas do porto, no estilo de pintura do gênero holandês do século 17. Ele foi pensado para ser um homem excêntrico, solitário e irascível.
Salmon logo se tornou um dos mais proeminentes pintores de seascape de Boston. Durante os anos seguintes, ele dividiu seu tempo entre pintar e trabalhar no estúdio litográfico de William S. Pendleton, onde encontrou William Bradford e Fitz Henry Lane . Esse contato entre Lane e Salmon foi de grande importância para Lane, e ficou evidente em suas visões marinhas.
Durante sua vida, o trabalho de Salmon foi muito popular, e foi coletado pelos Bostonians Samuel Cabot, Robert Bennett Forbes e John Newmarch Cushing.

## Anos posteriores
Salmon deixou Boston em 1842 e, durante muitos anos, acredita-se que tenha morrido logo após sua saída de Boston. Em vez disso, ele voltou para a Europa e foi para a Itália. Várias visões italianas atribuídas a ele sobreviveram, a última das quais é datada de 1845, o ano de sua última obra documentada. A data real de sua morte permanece incerta.
As obras de Robert Salmon podem ser encontradas na Academia Naval dos EUA; Museu de Belas Artes de Boston; Museu Marítimo Nacional, Greenwich; Walker Art Gallery, Liverpool; Novo Museu Britânico de Arte Americana, Connecticut; Centro de Yale de Arte Britânica, New Haven, Connecticut; Museu dos Marinheiros, Newport News, Virginia; Museu de Arte William A. Farnsworth, Rockland, Maine; Museu Peabody Essex de Salem; Museu Shelburne, Vermont; e o Museu de Arte de Worcester, Massachusetts.

## Galeria

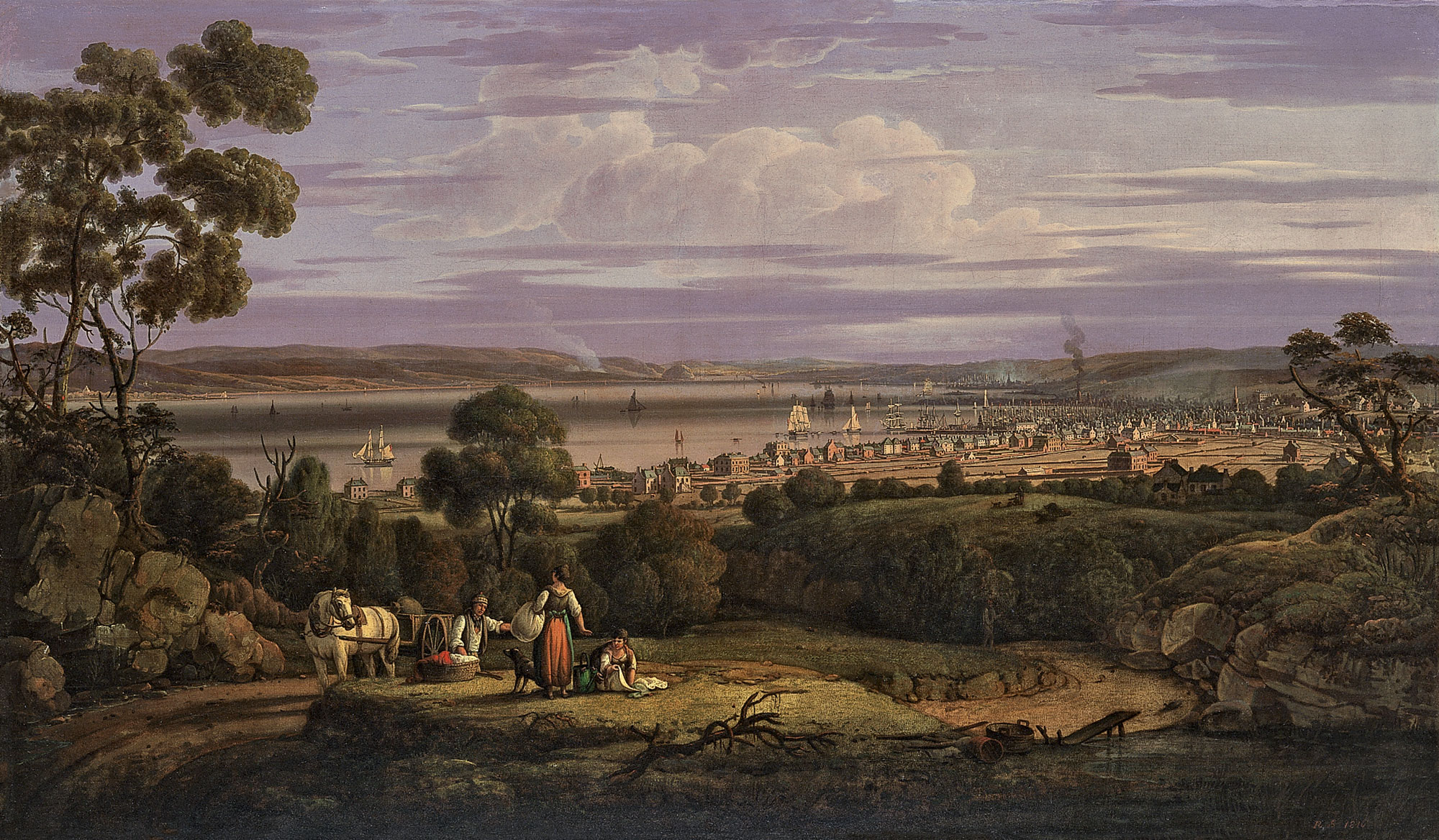
Vista de Greenock, Escócia, 1816. Museo Thyssen-Bornemisza.
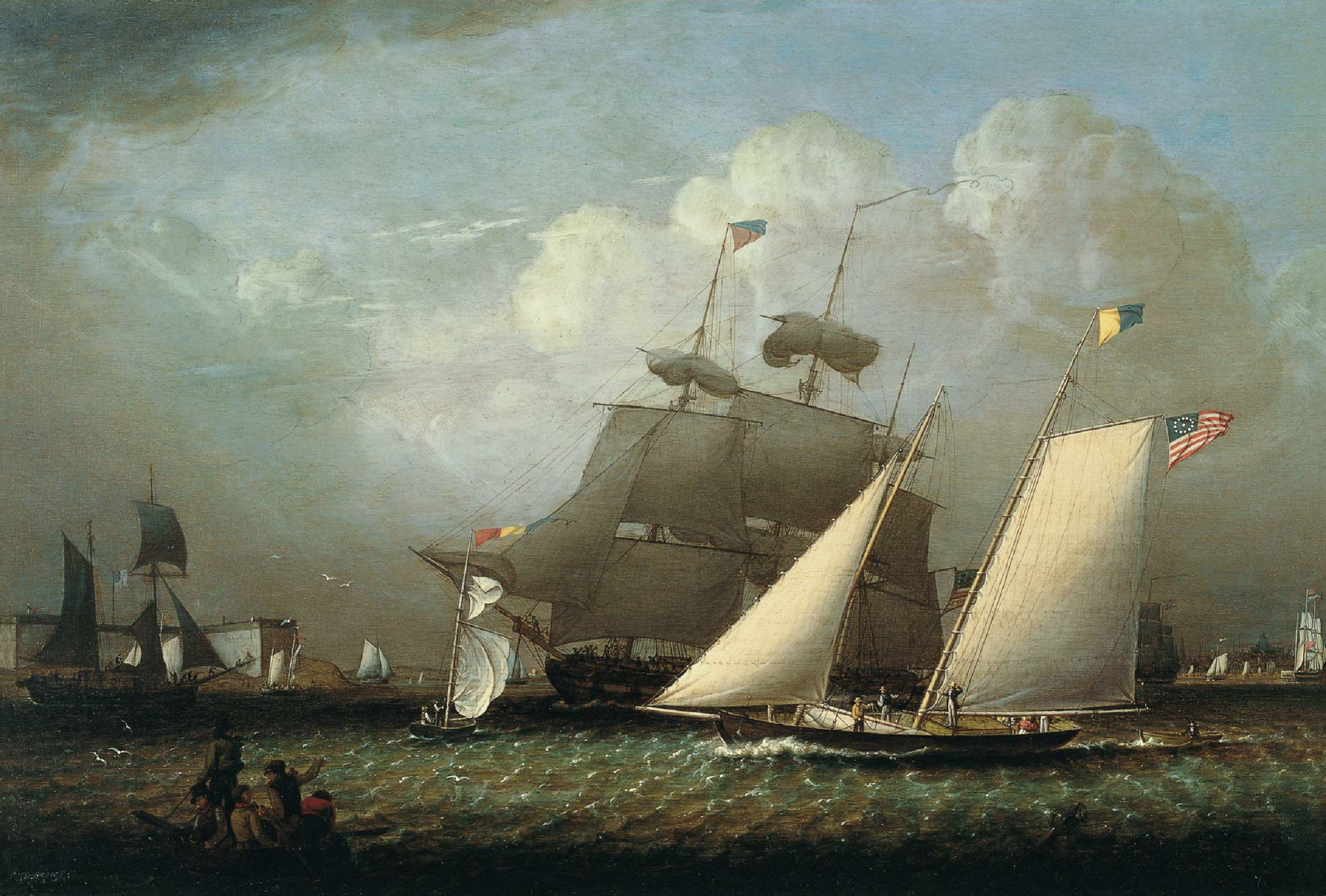
Imagem do Yacht do prazer de “o sonho”, 1839. Museu Thyssen-Bornemisza.
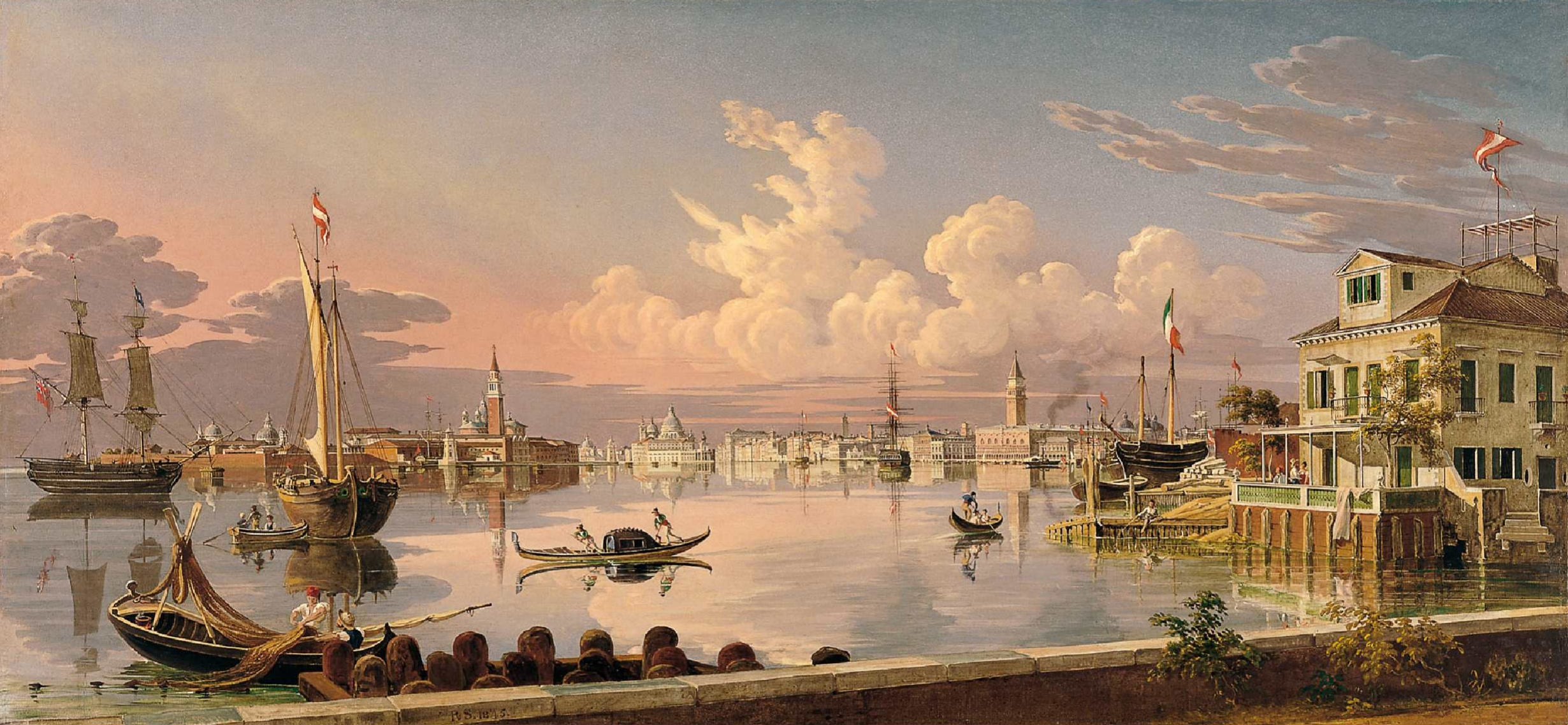
Vista de Veneza, 1845. Museo Thyssen-Bornemisza.
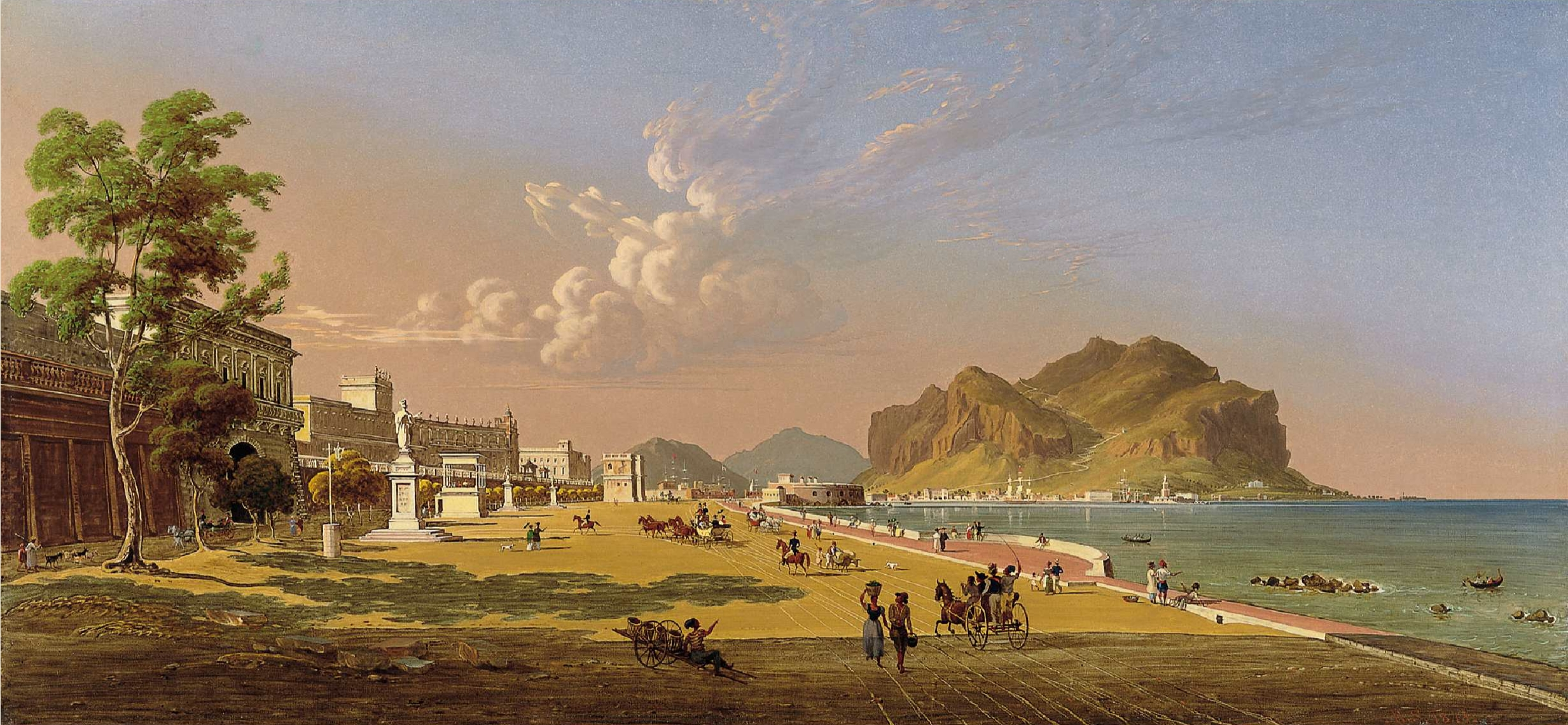
Vista de Palermo, 1845. Museo Thyssen-Bornemisza.